# 4862 Loke
4862 Loke este un asteroid din centura principală, descoperit pe 30 septembrie 1987 de Poul Jensen.